# IC 1827
IC 1827 ist eine Spiralgalaxie vom Hubble-Typ Sa im Sternbild Walfisch am Südsternhimmel. Sie ist schätzungsweise 266 Millionen Lichtjahre von der Milchstraße entfernt und hat einen Durchmesser von etwa 85.000 Lichtjahren. Vermutlich bildet sie gemeinsam mit NGC 1038 ein gravitativ gebundenes Galaxienpaar.

Im selben Himmelsareal befinden sich u. a. die Galaxien NGC 1004, NGC 1019, NGC 1032, NGC 1043.
Das Objekt wurde am 21. Dezember 1903 von Stéphane Javelle entdeckt.